# Вестник культуры
«Вестник культуры» — белорусская газета о культуре и искусстве, основана 26 июня 1996 года. Выпускается учреждением «Литературный свет».

## История
Создана решением Совета Белорусского литературного союза «Полоцкая ветвь» в качестве русскоязычной альтернативы действующим в Республике Беларусь периодическим изданиям аналогичной тематики на беларускай мове, для русскоговорящих белорусов. Первый номер газеты вышел 26 июня 1996 года тиражом 7 тыс. экземпляров. Газета, наряду с литературно-публицистическим журналом «Западная Двина», является печатным органом Беллитсоюза «Полоцкая ветвь» и до 2009 года была ориентирована на всю творческую интеллигенцию, работников сферы культуры. В ней существовали регулярные тематические полосы, отражающие такие виды искусства, как художественная литература, живопись, музыка, театр, кино, эстрада, фотоискусство. Выделялась и страница под материалы об историко-культурном наследии. Присутствуют также постоянные странички поэзии и художественной прозы. С 2009 года газета сужает свою тематику до литературной жизни. К настоящему времени вышло 60 номеров издания.
За годы своего существования редакция несколько раз меняла местонахождение, издаваясь то в Полоцке, то в Витебске, то в Гомеле, пока в 2001 году окончательно не переехала в Минск. Несколько раз газета выходила в формате А5. Менялось и количество страниц — от четырёх (в 1999—2001, 2002 годах) до двенадцати (в 1996 году), а также её периодичность: от одного (1999) до двенадцати (2006—2008) номеров в год. До 2001 года функции редакции выполняло само ОО «Беллитсоюз „Полоцкая ветвь“», с 2001 до 2008 года выпуск газеты осуществлялся Учреждением «Редакция газеты „Вестник культуры“», с 2009 года до н.в. — Культурно-просветительским учреждением «Литературный свет».

## Освещение литературной жизни
За 15 лет выхода газета „Вестник культуры“ поместила на своих страницах творчество 240 поэтов и 60 прозаиков Беларуси, России, Украины, Казахстана, Черногории.
Писала газета и о малоизвестных фактах жизни и творчества классиков русской литературы Александре Пушкине, Михаиле Лермонтове, Сергее Есенине, Александре Грине, о современных московских авторах Викторе Пелевине, о белорусском литераторе, композиторе, музыканте, художнике Наполеоне Орде.
Размещала на своих страницах прозу Георгия Марчука, Фёдора Конышева, Павла Низковского, немецкого писателя и поэта Клеменса Брентано (в переводе Юрия Гугнина), поэзию Олега Зайцева, Евгения Матвеева, Александра Гугнина, Александра Раткевича, Геннадия Римского и других авторов…
Газета „Вестник культуры“ публиковала литературоведческие исследования о творчестве писателя Николая Минского, поэтессы Ирины Сабуровой, писала об историко-литературном и языковом наследии: литературных раритетах Моление Даниила Заточника и Слово о полку Игореве, Пражской Библии Франциска Скорины и отдельных фрагментах его жизнедеятельности, языке Литовской метрики, исследования о буллах Полоцких князей, Полоцкой криптограммы на бересте, о начале книгопечатния на русских землях…
Издание публиковала подробности о концерте известного поэта Евгения Евтушенко в Минске в 2010 году, рассказывала о Нобелевском лауреате 2006 года турецком писателе Орхане Памуке, подробно освещала Межрегиональный литературно-сценический конкурс «Поэт-Артист» 2001, 2003, 2005, 2007, 2009 годов.
В разные годы на страницах газеты „Вестник культуры“ публиковали свои статьи поэт и литературовед Анатолий Аврутин, драматург и киносценарист Андрей Курейчик, историк, писатель и издатель Дмитрий Володихин, поэт, прозаик, публицист Юрий Лощиц…
Газета „Вестник культуры“ многократно упоминала в своих публикациях о творческих событиях из жизни Белорусского литературного союза „Полоцкая ветвь“, Союза белорусских писателей и Союза писателей Беларуси и их членов.

## Публикации по культуре и искусству
Газета „Вестник культуры“ неоднократно освещала Международный кинофорум, кинофестиваль Золотой витязь, Международный фестиваль духовной музыки „Магутны Божа“, Международный фестиваль „Славянский Базар“, Международный театральный фестиваль „Белая Вежа“.
В разные годы издание делало интервью с режиссёром, сценаристом, оператором Юрием Цветковым, поэтом и литературным критиком Александром Раткевичем, актрисой и киноактриссой Еленой Внуковой, эстрадной певицей Софией Ротару, певицей, композитором и поэтом Еленой Фроловой, эстрадным певцом Олегом Газмановым, театральным режиссёром и худруком Ридом Талиповым, режиссёром, художественным руководителем Алексеем Учителем, кинорежиссёром Андреем Кудиненко, актёром и режиссёром Олегом Коцем, актёром театра и кино Игорем Сиговым…
Одна из первых в Беларуси высоко отозвалась о работах художников Александра Исачёва, Фёдора Маркевича, Александра Трифонова, писала о минской выставке скульптора Зураба Церетели.
В разные годы на страницах „Вестника культуры“ публиковали свои статьи актёр, режиссёр, театровед Борис Захава, исследователь истории и краевед Анатолий Трофимов.
Были самые разные публикации: о фактах разрушения Николаевского кафедрального собора, об истории Покровской церкви, о пребывании Ордена бернардинцев в Полоцке; о Могилёвском областном драмтеатре, Минском областном драмтеатре, Гомельском молодёжном театре-студии, Витебском облдрамтеатре, о латинско-иезуитской организации ВКЛ и Речи Посполитой, развёрнутая рецензия на известный телесериал „Мастер и Маргарита“ кинорежиссёра, сценариста и продюсера Владимира Бортко, пьесу Рэя Куни „Она, она, окно, покойник“, выступление шведской музыкальной группы The Cardigans в Минске, скандально известный фильм „Парфюмер“, о деле белорусского автора-исполнителя Виктора Калины, о Международном конкурсе эстрадной песни Евровидение 2006, исторический экскурс про шашки-тавлеи на Руси, о житии преподобного старца Варсонофия Оптинского, малоизвестные эпизоды о правлении в Полоцке конунга Эймунда, о театральной жизни в современной Черногории…

## Гонения со стороны госструктур
В 2006 году, когда главным редактором газеты «Вестник культуры» был Олег Зайцев, а её шеф-редактором Андрей Курейчик, издание подверглось репрессиям со стороны монополиста в сфере торговли средствами массовой информации — государственного Республиканского унитарного предприятия «Белсоюзпечать». Это вызвало заметный резонанс в негосударственных СМИ и правозащитных организациях Беларуси и зарубежья. Формальным поводом к отказу в распространении газеты «Вестник культуры» через торговую сеть «Белсоюзпечати» послужил убыток, который якобы приносила реализация газеты торгующей организации в размере менее 1 доллара США. Предложение редакции о компенсации этого убытка было отвергнуто руководством РУП «Белсоюзпечать». Это подтвердило политический подтекст отказа в распространении единственной на тот момент независимой газеты о культуре, часто публиковавшей нелицеприятные статьи в отношении государственной политики в области культуры.

## Главные и шеф-редакторы «Вестника культуры»
В течение пятнадцати лет, что издавалась газета её главными редакторами были:

1996 год — поэт, писатель, литературный критик, публицист, издатель Зайцев Олег Николаевич

1997—1998 годы — прозаик, публицист Геращенко Андрей Евгеньевич

1999 год — поэт, переводчик, критик Мороз Сергей Иванович

2000—2001 годы — Геращенко Андрей Евгеньевич 

2006 год — драматург и киносценарист Андрей Курейчик, шеф-редактор 

с 2001 по н.в. — Зайцев Олег Николаевич